# Morena Beltrán
Morena Beltrán (Haedo, Buenos Aires; 29 de enero de 1999) es una periodista deportiva y presentadora de televisión argentina. En 2018, saltó a la fama por publicar hilos de Twitter, donde escribía sus análisis tácticos sobre los partidos de fútbol nacionales más importantes. A partir de esto, el canal deportivo ESPN la contactó para formar parte del equipo periodístico de varios de sus programas.

## Biografía
Morena Beltrán nació el 29 de enero de 1999 en Haedo, Buenos Aires. Es hija de Fabián Beltrán y Rosana Triolo, tiene tres hermanos llamados Lautaro, Santiago y Lola. Tras finalizar el colegio secundario, Beltrán a los 18 años de edad comenzó sus estudios en la carrera de periodismo deportivo en el instituto terciario DeporTEA, de donde se recibió en el año 2020. 

## Carrera profesional
El primer trabajo de Beltrán fue en el año 2018 como redactora y editora de notas periodísticas para la página web Sector bostero, para la cual también realizó la cobertura de diferentes partidos de los rivales de Boca Juniors. Poco después, Morena fue columnista en un programa radial titulado Enganche (2018) transmitido por la FM 94.7 Club Octubre. Al mismo tiempo, Beltrán realizaba hilos de Twitter, en los cuales desarrollaba un análisis detallado de los partidos clásicos de fútbol, que adquirieron una gran notabilidad y viralización en las redes sociales, como así también consiguió aumentar sus seguidores, captando la atención de diferentes medios periodísticos y canales de comunicación.
En marzo de 2019, Beltrán fue contactada a través de Instagram por un productor de ESPN, para iniciar su carrera en televisión conduciendo junto a Pablo Ferreira el programa SportsCenter en su edición del mediodía. Poco después, formó parte del panel del programa ESPN Fútbol Club junto a Fernando Carlos y Francisco Cánepa. Para ambos programas, se encargó de realizar la cobertura presencial de la Copa Sudamericana 2019 y de la Ligue 1 2019-20.
En febrero de 2020, Beltrán regresó a la conducción de SportsCenter junto a Agostina Scalise, pero en su edición nocturna, lo cual marcó historia en la televisión, ya que fue el primer noticiero deportivo conducido solamente por dos mujeres. En septiembre del mismo año, Morena fue convocada para formar parte de la segunda edición del programa ESPN F90, conducido por Sebastián Vignolo, en el rol de panelista. Poco después, la marca deportiva alemana Puma nombró a Morena como una de sus embajadoras en Argentina.
En mayo de 2021, Beltrán retornó a la edición de la medianoche del noticiero SportsCenter en compañía de Juan Marconi. A comienzos de 2022, Morena integró el panel del programa Equipo F conducido por Vignolo, que funcionó como el reemplazo de la segunda edición de ESPN F90. El 6 de agosto de 2022, debutó en el campo de juego de las transmisiones de ESPN Premium durante el partido de Boca-Platense. En 2023, conformó junto a Coscu, Esteban Edul, Sofía Martínez, Momo y Markito Navaja el equipo del programa Generación F de ESPN dirigido al público juvenil.

## Televisión
| Año           | Título           | Papel                | Notas            |
| ------------- | ---------------- | -------------------- | ---------------- |
| 2019-2022     | SportsCenter     | Conductora           |                  |
| 2019          | ESPN Fútbol Club | Panelista            |                  |
| 2020-presente | ESPN F90         | Panelista            | Analista táctica |
| 2022-2023     | Equipo F         | Panelista            |                  |
| 2022-presente | ESPN Premium     | Periodista deportiva | Campo de juego   |
| 2023-presente | Generación F     | Conductora           |                  |

## Radio
| Año  | Título   | Rol        | Emisora              |
| ---- | -------- | ---------- | -------------------- |
| 2018 | Enganche | Columnista | FM 94.7 Club Octubre |

## Premios y nominaciones
| Año  | Organización                   | Categoría                          | Trabajo      | Resultado | Ref(s) |
| ---- | ------------------------------ | ---------------------------------- | ------------ | --------- | ------ |
| 2019 | Premios Estímulo               | Mejor labor audiovisual            | SportsCenter | Ganadora  | [ 13 ] |
| 2021 | Premios Martín Fierro de Cable | Mejor labor periodística deportiva | ESPN         | Nominada  | [ 14 ] |
| 2024 | Premios Martín Fierro de Cable | Periodista deportivo               | ESPN         | Nominada  | [ 15 ] |